# Urbain Maille
Urbain Maille, francoski maršal in politik, * 1597, † 1650.